# スニーキー・ピート
『スニーキー・ピート』（英: Sneaky Pete）は、デイヴィッド・ショアとブライアン・クランストンによって企画されたアメリカの犯罪ドラマである。Amazonビデオ・オリジナルとして公開された。

## 概要
主人公の詐欺師マリウスは刑務所から釈放されるが、借金を負うギャングから逃れるために牢仲間のピート・マーフィーの名前を偽る。保釈金立替業を営むピートの家族に関わり愛着を覚えるようになり、彼らのもめ事と犯罪に巻き込まれる。
第一話のパイロットは2015年8月7日に公開され、その年の9月にシリーズが発注された。ショアは製作から去り、グレアム・ヨストがショーランナーと製作総指揮を務める。シリーズはAmazonビデオで、2017年1月13日に一括して配信された。2017年1月19日、シーズン2が発注され、2018年3月9日に配信された。2018年7月28日、シーズン3の製作が発表され、2019年5月10日に配信された。シーズン3をもって終了した。

## 登場人物

### メイン
| 役名                       | 俳優                     | 吹き替え   | 説明                                                           |
| -------------------------- | ------------------------ | ---------- | -------------------------------------------------------------- |
| マリウス・ジョシポヴィック | ジョヴァンニ・リビシ     | 川島得愛   | 主人公の詐欺師。ピート・マーフィーの名を騙る。                 |
| ジュリア・ボウマン         | マリン・アイアランド     | 藤田奈央   | ピートの従姉。シングルマザー。家業の保釈金立替事務所を手伝う。 |
| テイラー・ボウマン         | シェーン・マクレー       | 宮本克哉   | ピートの従兄。警察官。                                         |
| カーリー・ボウマン         | リーベ・バラール         | 山田唯菜   | ピートの従妹。学生。                                           |
| エディー・ジョシポヴィック | マイケル・ドレイヤー     | 関雄       | マリウスの弟。(S1)                                             |
| マギー・マーフィー         | ジェーン・アダムス       |            | ピートの母親。霊能力者 (S2-)                                   |
| オットー・バーンハート     | ピーター・ゲレッティ     | 堀越富三郎 | ピートの祖父。保釈金立替事務所を経営。                         |
| オードリー・バーンハート   | マーゴ・マーティンデイル | 磯辺万沙子 | ピートの祖母。保釈金立替事務所を経営。                         |

### リカーリング
| 役名                   | 俳優                         | 吹き替え | 説明                                                                    |
| ---------------------- | ---------------------------- | -------- | ----------------------------------------------------------------------- |
| ピート・マーフィー     | イーサン・エンブリー         |          | マリウスの牢仲間。バーンハート夫妻の孫                                  |
| ヴィンス               | ブライアン・クランストン     | 仲野裕   | ギャングのボス (S1)                                                     |
| リチャード             | Victor Williams              |          | ヴィンスの手下。エディーの見張り番 (S1)                                 |
| テート                 | Max Darwin                   |          | ヴィンスの手下 (S1)                                                     |
| ウィンズロー刑事       | マイケル・オキーフ           |          | ヴィンスの息のかかった刑事 (S1)                                         |
| ジェームズ・バグウェル | Malcolm-Jamal Warner         |          | 成功請負人を自称するマリウスの保護観察官                                |
| ジョゼフ・リー         | C・S・リー                   |          | マリウスの昔の詐欺仲間。写真店主 (S1)                                   |
| マージョリー           | Alison Wright                |          | マリウスの昔の詐欺仲間。古書店主                                        |
| カロリーナ             | Karolina Wydra               |          | マリウスの昔の詐欺仲間。のちにヴィンスの情婦 (S1)                       |
| ケイティ・ボイド       | Virginia Kull                |          | マリウスの昔の詐欺仲間(S1-S2)                                           |
| ブレンドン・ボイド     | ブラッド・ウィリアム・ヘンケ |          | ケイティの夫 (S1)                                                       |
| ポーター               | Ben Vereen                   |          | マイルスの恩師。詐欺師(S1-S2)                                           |
| ランス・ロード         | ジェイコブ・ピッツ           |          | ジュリアの前夫。弁護士                                                  |
| サム                   | ジェイ・O・サンダース        |          | バーンハート保釈金立替事務所の元従業員。現在はライバル事務所ANBに勤務。 |
| ショーン               | Tobias Segal                 |          | ANB所長                                                                 |
| シャノン               | Justine Cotsonas             |          | ショーンの妻。テイラーの愛人                                            |
| チェイトン・ドッカリー | Chaske Spencer               |          | 保釈中の被告(S1-S2)                                                     |
| ジーナ                 | Jasmine Carmichael           |          | 若い詐欺師の卵(S1-S2)                                                   |
| ギャビン               | ロリー・カルキン             |          | 若い詐欺師の卵(S1-S2)                                                   |
| フランク               | Joseph Lyle Taylor           |          | ピートの母親を追う二人組の男。ルカの手下 (S1-S2)                        |
| ジョー                 | デズモンド・ハリントン       |          | ピートの母親を追う二人組の男。ルカの手下 (S1-S2)                        |
| ヴァレリー             | クリスティナ・ヴィダル       |          | 保釈中の容疑者 (S2)                                                     |
| ジョイス・ロビー       | Jennifer Ferrin              |          | ウィンズロー殺人を調べるNY市警の刑事 (S2)                               |
| ルカ・デルチェフ       | John Ales                    |          | マギーがかつて大金を盗んだギャング(S2)                                  |
| コリン                 | Michael Oberholtzer          |          | オットーが依頼した殺し屋の息子(S2)                                      |
| スザンヌ               | Sara Tomko                   |          | インディアン・カジノの支配人(S2)                                        |
| リジー                 | Efrat Dor                    |          | マリウスの昔の詐欺仲間で元恋人 (S3)                                     |
| ロレイン               | エイミー・ランデッカー       |          | オットーの昔の愛人 (S3)                                                 |
| ダグ・デッカー         | ジェフリー・ロス             |          | ワイン愛好家の資産家 (S3)                                               |
| アレクサンドル         | レオナルド・ナム             |          | ワイン愛好家の資産家 (S3)                                               |
| テックス・ホプキンス   | M・エメット・ウォルシュ      |          | オードリーの父 (S3)                                                     |
| T・H・ヴィニエッティ   | リッキー・ジェイ             |          | 詐欺師サイ・ルビネックを探す弁護士 (S3)                                 |
| スタファン・キルベイン | パトリック・J・アダムス      |          | サイ・ルビネックに詐欺にかけられた大富豪、ヴィニエッティの依頼人 (S3)   |
| ジャック・レイナード   | ジェフ・コーバー             |          | カーリーの父親の浮気相手の夫 (S3)                                       |
| ヒッキー               | シャーレイン・ウッダード     |          | 贋作画家 (S3)                                                           |

## あらすじ

### シーズン1のあらすじ
抜群の記憶力を持つNYの詐欺師マリウスはカジノのオーナーのヴィンスからの借金が返せず、自ら刑務所に入る。3年後出所し、牢仲間のピート・マーフィーの名をかたり、コネチカット州のブリッジポートにあるピートの祖父母オットーとオードリーの家に身を寄せる。ヴィンスはマリウスの弟エディーを捕えて金を返済するよう脅す。マリウスはピートの実家の傾いた保釈金立替業を助け、従兄妹の警官テイラー、シングルマザーのジュリア、学生のカーリーなど一癖も二癖もある家族の愛情に触れる。オードリーは、マリウスを追う刑事を殺してしまう。マリウスは昔の詐欺仲間と組み、3年前に殺された仲間の復讐を果たすため、大掛かりな詐欺をヴィンスに仕掛ける。ヴィンスから盗んだ大金の分け前は、ピートの実家に渡して危機を救う。

### シーズン2のあらすじ
3年前にピートの母親マギーらに大金を盗まれたギャングのルカが、マリウスをピートと思い込んで家族を殺すと脅し、金の行方を追わせる。マリウスはピートを刑務所から出し、マギーの居所を見つける。マギーはカジノに陳列されたバッファローの剥製の中に金があると言い、マリウスは仲間を集めてバッファローを盗み出す。ルカを騙して大金を奪うつもりであったマリウスだが、マギーに騙されてはした金しか手に入らない。NYの刑事がオードリーに殺された刑事の事件を捜査するが、テイラーが証拠を偽造してごまかす。マギーとピートは去り、家族は多くの疑問をかかえる。

### シーズン3のあらすじ
ジュリアはマリウスの正体を知るが、保釈人を逃がした罪に問われ窮地に陥る。ジュリアはかつてマリウスが別名で絵画の詐欺にかけた富豪とその弁護士に雇われて、存在しない詐欺師をマリウスとともに探し出し罠にかけようとする。同時にマリウスは元恋人の詐欺師リジーに誘われてワインがらみの詐欺をしかける。テイラー、ジュリア、カーリーの母ライラの生存が明らかになり、一家はオードリーの父が住むカリフォルニアに行って探す。ジュリアはライラにかつて詐欺にあった男に誘拐される。マギーがライラに成りすましていたことがわかる。マリウスは一家の協力を得て富豪を再び絵画の詐欺にかけ、たびたび裏切られたジュリアを命を懸けて救い出す。

## エピソード

### シーズン1のエピソード
| 通算 話数 | タイトル                                         | 監督                     | 脚本                                                                           | 公開日        |
| --- | ------------------------------------------------ | ------------------------ | ------------------------------------------------------------------------------ | ------------- |
| 1 | "偽りの始まり" "Pilot"                           | セス・ゴードン           | 原案:デイヴィッド・ショア & ブライアン・クランストン 脚本:デイヴィッド・ショア | 2015年8月7日  |
| 詐欺師のマリウスは刑務所から出所するが、借金を負ったギャングのヴィンスから逃げるため、牢仲間のピート・マーフィーの名をかたり、その祖父母の家に身を寄せて家族の愛情に触れる。家業の保釈金立替業を助け、保釈金を踏み倒して逃亡した男を捕える。ヴィンスはマリウスの弟エディーを捕えてマリウスを脅し返済を迫る。 |                                                  |                          |                                                                                |               |
| 2 | "金庫" "Safe"                                    | Michael Dinner           | グレアム・ヨスト                                                               | 2017年1月13日 |
| マリウスはニューヨーク市に行き、昔の詐欺仲間のケイティとカロリーナにあってエディーの様子を探り、かつてのヴィンスとのいきさつを思い出す。ピートの祖母オードリーはマリウスを疑い尾行させる。マリウスはヴィンスに返済するため、事務所の金庫の中身を探る。エディーは脱走に失敗する。 |                                                  |                          |                                                                                |               |
| 3 | "ミスター・サクセス" "Mr. Success"               | Michael Pressman         | Fred Golan                                                                     | 2017年1月13日 |
| ヴィンスの息のかかったウィンズロー刑事はマリウスを探す。オードリーに疑われる中、マリウスは成功請負人を自称する保護観察官のジェームズ・バグウェルに会いに行かなければならないが、オードリーに疑われ、ピートのいとこのジュリアとテイラーには悪ふざけを仕掛けられ、カーリーに金を盗まれるが盗み返す。 |                                                  |                          |                                                                                |               |
| 4 | "怒り" "The Fury"                                | Craig Zisk               | Benjamin Cavell                                                                | 2017年1月13日 |
| 事務所の金庫が空であることが分かる。ヴィンスは面倒な客マッカージーに悩まされて癇癪を起こし、期日前にエディーの足の指を切り取る。 |                                                  |                          |                                                                                |               |
| 5 | "サム" "Sam"                                     | Sarah Pia Anderson       | グレアム・ヨスト                                                               | 2017年1月13日 |
| ウィンズロー刑事はマリウスを探す。マリウスはピートの祖父オットーと共に消えた金を追い、オットーはオードリーと元従業員のサムが盗んだと勘違いする。カーリーは事故で死んだ両親のことを調べ、マリウスを疑い始める。テイラーはライバル保釈金立替事務所の所長の妻と不倫関係にある。 |                                                  |                          |                                                                                |               |
| 6 | "コヨーテはいつも空腹" "Coyote Is Always Hungry" | アダム・アーキン         | Jennifer Kennedy                                                               | 2017年1月13日 |
| 金庫から消えた15万ドルの保釈金をめぐり、オットー自分の死亡保険金を得るため殺し屋に依頼する。マリウスはオードリーを尾行させ、オードリーが15万ドルをランスの投資話につぎ込んだことを知る。ヴィンスはエディーを脅してマッカージーのイカサマを見破らせようとする。前夫ランスに復縁を望まれたジュリアはマリウスに相談する。カーリーは本物のピートが犯罪者であることを知り祖父母に打ち明ける。 |                                                  |                          |                                                                                |               |
| 7 | "バーンハート中尉" "Lieutenant Bernhardt"        | ローラ・イネス           | Sal Calleros                                                                   | 2017年1月13日 |
| マリウスはオードリーがランスにだまし取られたドッカリーの保釈金を取り戻そうとする。刑務所のピートを訪ねて昔話を仕入れ、警察のデータベースのピートと自分の写真を交換させてカーリーの疑いをそらす。ウィンズロー刑事はマリウスの居場所を聞き出すためにケイティの娘を誘拐し、怒った夫のブレンドンに殴り倒される。 |                                                  |                          |                                                                                |               |
| 8 | "巻き返し" "The Roll Over"                       | ブライアン・クランストン | Ian MacDonald                                                                  | 2017年1月13日 |
| ブレンドンはウィンズロー刑事を縛って監禁した後に解放する。マリウスは旧師のポーター、マージョリー、オードリー、ジュリアと組み、ランスを詐欺にかける。ランスの金を事務所の金庫にしまったところに、オットーが自分自身の殺害を依頼した殺し屋が事務所に来て、マリウスとランスの目の前でドッカリーの手下に殺される。 |                                                  |                          |                                                                                |               |
| 9 | "急展開" "The Turn"                              | Rosemary Rodriguez       | Benjamin Cavell                                                                | 2017年1月13日 |
| ウィンズローが事務所に来てマリウスを連れ出す。ドッカリーが金庫を開けるとランスの金は消えており、マリウスがランスを詐欺にかけ金を持ち出したことが分かる。保釈金を取り戻せないドッカリーはランスを連れ出す。ウィンズローはマリウスの金を奪って殺そうとするがオードリーに阻止される。ウィンズローとオードリーの車は事故を起こす。エディーはマッカージーのイカサマを見抜けず、ヴィンスがゲームに参加する。マリウスは金をもってヴィンスのもとに急ぐ。 |                                                  |                          |                                                                                |               |
| 10 | "ターク" "The Longest Day"                       | Michael Dinner           | 原案:グレアム・ヨスト 脚本:Fred Golan                                          | 2017年1月13日 |
| オットーとテイラーが事故現場に来てウィンズローを殺し、偽装工作をする。ジュリアはドッカリーの資金洗浄を約束してランスを取り戻す。借金を返されたヴィンスはマリウスに、ウィンズローに引き渡されたくなければマッカージーのイカサマを見抜けと言う。マリウスとヴィンスとマッカージーは、エディーのディールのもとでゲームを始める。ヴィンスは大負けの寸前で、自分が詐欺にかけられていることに気づくが、FBI潜入捜査官であるマッカージーの護衛がヴィンスを撃つ。カロリーナ、エディー、マリウスは逃げて仲間と合流し、ヴィンスの指を切り取って金庫を開けて得た大金を山分けする。3年前ヴィンスに撃たれて死んだマージョリーの夫チャーリーの復讐は果たされる。マリウスはバーンハート家に戻り、ギャンブルで勝ったと嘘を言って大金を渡す。マリウスはバーンハート家を去るが、二人組の男に拉致される。 |                                                  |                          |                                                                                |               |

### シーズン2のエピソード
| 通算 話数 | シーズン 話数 | タイトル                                                                | 監督                   | 脚本                                       | 公開日       |
| --- | ------------- | ----------------------------------------------------------------------- | ---------------------- | ------------------------------------------ | ------------ |
| 11 | 1             | "ホテルの一室にて" "The Sinister Hotel Room Mystery"                    | アダム・アーキン       | グレアム・ヨスト                           | 2018年3月9日 |
| 二人組の男フランクとジョーは、ピートの母親マギーに奪われた1100万ドルを返さないとジュリアを殺すとマリウスを脅す。マリウスは金を横取りする算段を始める。刑務所内のピートに連絡をとりマギーは死んだと聞かされるが信じない。詐欺師の卵のジーナとギャヴィンを雇ってフランクとジョーのことを調べさせるが、ギャヴィンはフランクに殺される。オードリー、オットー、テイラーはウィンズローの死の後始末をする。ジュリアはドッカリーの資金の洗浄に苦労する。 |               |                                                                         |                        |                                            |              |
| 12 | 2             | "釈放" "Inside Out"                                                     | ジョヴァンニ・リビシ   | Fred Golan                                 | 2018年3月9日 |
| マリウスとマージョリーは詐欺を働いて刑務所からピートを出所させる。NY市警の刑事ロビーがウィンズロー殺人を捜査に来てテイラーを助手にする。 |               |                                                                         |                        |                                            |              |
| 13 | 3             | "逃亡中の男" "Man on the Run"                                           | アミ・カナーン・マン   | Ingrid Escajeda                            | 2018年3月9日 |
| マリウスとマージョリーはピートを家族から遠ざけ、母親マギーの居場所を聞き出そうとする。ピートは3年前に母親たちの倉庫荒らしの見張りをして警備員を引き留めるために射撃場で銃を抜き、逮捕されたと語る。ロビーはウィンズロー殺人の真相に近づき、テイラーは困惑する。オットーが依頼して事務所で殺された殺し屋の息子コリンが父の敵を探す。カーリーはマリウスを怪しんで嗅ぎまわる。マギーが1100万ドルを盗んだ相手は危険人物のルカ・デルチェフであることが分かり、マージョリーは手を引く。 |               |                                                                         |                        |                                            |              |
| 14 | 4             | "マギー" "Maggie"                                                       | Cherie Nowlan          | Jennifer Kennedy                           | 2018年3月9日 |
| カーリーはピートに近づくが、マイルスがごまかしてピートを旅に出す。コリンはオットーを脅して父の行方を探す。マリウスはジョーとともに霊能力者の街ローズデールに行き、ピートの母マギーを見つける。ジュリアは資金洗浄を手伝わせるためにランスを探し出す。 |               |                                                                         |                        |                                            |              |
| 15 | 5             | "塔" "The Tower"                                                        | ジョン・アヴネット     | Sal Calleros                               | 2018年3月9日 |
| マギーは逃げ、マリウスはルカのところに連行されそうになるが、保護観察官のバグウェルが来たために救われる。マギーとマリウスの両方を逃し、ルカを恐れるあまりジョーは裏切りをフランクに持ち掛ける。サムがコリンからオットーを救い出す。ピートはマギーと連絡をとる。ロビーはオードリーを疑い始める。テイラーが家族全員を家に呼ぶとマギーがおり、ピートのふりをするマリウスに調子を合わせる。 |               |                                                                         |                        |                                            |              |
| 16 | 6             | "家に戻れない1100万の理由" "11 Million Reasons You Can't Go Home Again" | ローラ・イネス         | Ian MacDonald                              | 2018年3月9日 |
| ルカはフランクとジョーに、オットーとオードリーを殺してマギーとピートをおびき出せと命じる。マギーはマリウスをピートとして扱い、家族と思い出を語り合う。マギーはマリウスに、ルカの1100万ドルを盗んだ経緯を語る。仲間と倉庫荒らしをして偶然1100万ドルを見つけるが、警備員と撃ち合いになり、生き残ったレジーはルカに殺されたと語る。だが金の隠し場所は明かさず、自分の見たビジョン通りにルカに金を返すと言う。突然にFBIがマギーとマリウスを捕え、ルカを逮捕する協力を強要するが、マギーは拒否する。フランクとジョーは二人を捕えてルカのもとに連れていく。ルカは裏切ろうとしたジョーを殺し、金の隠し場所を明かせとマギーに迫る。ロビーはさらにウィンズロー殺しの真相に迫る。 |               |                                                                         |                        |                                            |              |
| 17 | 7             | "偽の剥製師" "The Reluctant Taxidermist"                                | ヘレン・シェイヴァー   | Adam Reid & Max Reid                       | 2018年3月9日 |
| マギーはルカに、1100万ドルがバッファローの剥製の中に隠され、今はピートが見張るインディアン・カジノに置かれていると言う。マリウスは、FBI監視下のルカの代わりに金を取り戻すと申し出る。ジーナを雇い、剥製師を装ってインディアン・カジノに行き金を回収しようとするが、マギーに邪魔をされる。マギーはピートに再会する。オットーは友達からコリンが盗んだアイルランド独立宣言書を取り戻そうとする。コリンは父親の仕事を引き継ぎ、ジュリアが監視する保釈中の容疑者ヴァレリーを殺そうとする。マギーの口利きで、ジュリアはヴァレリーをルカの倉庫に幽閉する。テイラーは死んだ殺し屋をウィンズロー殺しの犯人に仕立て上げようとする。オードリーは、次々と姿を現したマギーとピート(マリウス)を疑い始める。 |               |                                                                         |                        |                                            |              |
| 18 | 8             | "マリウス・ジョシポヴィック" "Marius Josipovic"                         | アダム・バーンスタイン | 原案:グレアム・ヨスト 脚本:Ingrid Escajeda | 2018年3月9日 |
| マリウスはバッファローの中の金を盗むため、師のポーターを呼ぶ。マギーとともに代わりの剥製を手に入れる。ピートが家族と親しくするマリウスに嫉妬したため、マギーとマリウスは、マリウスと名乗るピートをバーンハート家の夕食に連れていってなだめる。だがオードリーはマギーとピートが倉庫強盗に絡んだことを知り、怒って追い出す。マリウスらがバッファローすり替えのリハーサルをしているところにFBIが来て、ルカ逮捕に協力しろと脅迫する。テイラーはウィンズローを殺した銃を一緒に埋めようと殺し屋の死体を探すが見つからない。 |               |                                                                         |                        |                                            |              |
| 19 | 9             | "バファロー作戦" "Buffalo Soldiers"                                     | Denise Di Novi         | 原案:グレアム・ヨスト 脚本:Sal Calleros    | 2018年3月9日 |
| マリウスと仲間は1100万ドル回収の予定を繰り上げざるを得ず、マリウスの顔を知る支配人にピートが薬を盛る。仲間たちはカジノに潜入する。ヴァレリーは倉庫から逃亡し、コリンが迫る。タイラーはウィンズロー殺しの銃をコリンの家に隠す。オードリーとカーリーはマージョリーを調べる。 |               |                                                                         |                        |                                            |              |
| 20 | 10            | "だまし合い" "Switch"                                                   | Michael Dinner         | グレアム・ヨスト & red Golan               | 2018年3月9日 |
| マリウスらはカジノからバッファローを盗み出す。ルカとFBIがバッファローを追う中、マギーは最初から倉庫の壁の壁の中に隠してあった1100万ドルを回収する。これに気づいたルカとマリウスが倉庫に来る。ルカはマギーとマリウスを殺そうとするが、フランクが裏切りルークと撃ち合いになって殺しあう。そこにFBIが現れ、金を回収しマリウスらを逮捕して去る。FBIはマリウスの仲間であったことがわかる。だが回収した金は少額であり、大半の金はマギーがビジョンに従って硫酸で溶かす。コリンはヴァレリーを探しに倉庫に来て、父親を殺したドッカリーの手下と出くわして相撃ちになる。コリンの家からウィンズロー殺しの銃が発見されて、オードリーの容疑は晴れる。ジュリアは妊娠中のヴァレリーをカナダに逃がす。ピートとマギーはマリウスの正体を明かさずバーンハート家を去るが、カーリーに母親からの手紙を残していく。マリウスはバーンハート家に説明に戻る。 |               |                                                                         |                        |                                            |              |

### シーズン3のエピソード
| 通算 話数 | シーズン 話数 | タイトル                                                                                   | 監督               | 脚本             | 公開日        |
| --- | ------------- | ------------------------------------------------------------------------------------------ | ------------------ | ---------------- | ------------- |
| 21 | 1             | "再会" "The Double Up and Back"                                                            | ジョン・アヴネット | Blake Masters    | 2019年5月10日 |
| ジュリアはバグウェルからマリウスの正体を聞き、家を出て行くよう求める。だがヴァレリーを逃亡させた容疑で逮捕されて重罰に直面し、バーンハート事務所は免許停止となる。マリウスとテイラーはANBを騙してジュリアを保釈させる。マリウスは負い目のあるかつての詐欺仲間で元恋人のリジーに連絡を受けて再び共謀となる。 |               |                                                                                            |                    |                  |               |
| 22 | 2             | "ハックルベリー・ジョーンズ" "The Huckleberry Jones"                                       | ジョン・アヴネット | Jamie Pachino    | 2019年5月10日 |
| オットーは元愛人のロレインに頼まれ、テイラーを連れて娘のナタリーを麻薬の売人のボーイフレンドから取り戻すがバッジをなくす。リジーはマリウスの腕を試し、資産家のダグ・デッカーにワインがらみの詐欺をしかける。カーリーは事故で死んだはずの両親について調べ、父親の浮気相手の夫のジャックに事故で殺されたとオットーに聞かされる。オードリーは自分のせいでジャックが浮気を知ることになったとオットーに告白する。ジュリアはオードリーに解雇されて仕事を探すがうまくいかない。ピートがジュリアの前に姿を現す。 |               |                                                                                            |                    |                  |               |
| 23 | 3             | "スタンフォードのトラストフォール" "The Stamford Trust Fall"                               | Clare Kilner       | Ed McCardie      | 2019年5月10日 |
| リジーとマリウスはダグとその仲間のアレクサンドルの信頼を得るため、ピートの助けで偽のロマネ・コンティを用意する。ジュリアはピートを助けるようマリウスに頼むが、詐欺師のルイ・サビネックを探す弁護士ヴィニエティの罠であることがわかる。ジュリアは保釈金事務所の免許を復活してもらい、弁護士を約束されている。テイラーはなくしたバッジを探し、ロレインと祖父の関係を知る。カーリーはジャックに会って母親の生存の可能性を知り、カリフォルニアの曽祖父のもとに行く。マリウスは詐欺の資金を得るためにサビネックを探す仕事を引き受ける。 |               |                                                                                            |                    |                  |               |
| 24 | 4             | "バーモントのカモとベーカーズフィールド式" "The Vermont Victim and the Bakersfield Hustle" | Clare Kilner       | Michael Saltzman | 2019年5月10日 |
| テイラーはバッジ紛失で停職となり、ロレインの家で祖父と鉢合わせする。マリウスはヴィニエティの依頼人で、かつてサビネックに詐欺にかけられ復讐を求めるキルベインに会い、ジュリアを監視につけられる。サビネックに再び詐欺話を持ち掛け、彼の要求でヒッキーに贋作を依頼する。オードリーは母ライラを探すカーリーを迎えに父テックスのいるカリフォルニア州ベイカーズフィールドに来て父と反目する。 |               |                                                                                            |                    |                  |               |
| 25 | 5             | "姿の見えない男" "The Invisible Man"                                                       | ジョン・アヴネット | Sarah Sutherland | 2019年5月10日 |
| オードリーとカーリーはライラの行方を追い、サンタバーバラで元ボーイフレンドで富豪のチャックに会う。リジーはマリウスのバーンハート家に寄せる愛情が気に入らず、保釈金詐欺をしかける。ジュリアは母が生きている可能性に動揺し、マリウスはキルベインとヴィニエティとジュリアとともにサビネックを求めてカリフォルニアに来る。マリウスは自分がサビネックであることをジュリアに漏らす。テイラーとオットーはロレインを巡って三角関係となる。 |               |                                                                                            |                    |                  |               |
| 26 | 6             | "カリフォルニアの不和" "The California Split"                                              | ジョン・アヴネット | Dipika Guha      | 2019年5月10日 |
| オットーとテイラーは保釈金を取り戻すためリジーを追いかけてカリフォルニアに向かう。マリウスとジュリアはカリフォルニアに来て家族に合流し、ライラを探す。オードリーとマリウスはライラの知り合いのランディを追ってチャックに遭遇し、彼の船で大量の銃器と現金を見つける。テックスはライラがチャックの金をもって逃げたと語る。一家はランディを使ってライラをおびき出すが、チャックの手下が来たために会えずに終わる。ジュリアはマリウスがサビネックであることをヴィニエティに漏らす。 |               |                                                                                            |                    |                  |               |
| 27 | 7             | "妹" "The Little Sister"                                                                   | ローラ・イネス     | Jamie Pachino    | 2019年5月10日 |
| ジュリアはマリウスのたくらみをヴィニエティに漏らし、発信器を受け取る。マリウスはリジーをキルベインの詐欺に引き込む。ヒッキーの娘からフェルメールの本物の絵を入手する。LAでリジーはサビネックの代理人を騙って本物の絵をキルベインとヴィニエティに見せる。同時にマリウスとリジーは自分たちのものにみせかけたキルベインのワインセラーをアレクサンドルに見せる。オットーとオードリーも保釈金を取り戻すためリジーを追ってLAに来て、マリウスはジュリアの発信器をオードリーに移す。カーリーとテイラーはランディの死体を発見する。 |               |                                                                                            |                    |                  |               |
| 28 | 8             | "どんでん返し" "The Sunshine Switcheroo"                                                   | ニック・ゴメス     | Michael Saltzman | 2019年5月10日 |
| ヴィニエティの呼んだ武装集団は発信器を追いオードリーのもとに来て、マリウスは罠を逃れる。ヴィニエティが連絡したANBのショーンがジュリアを追ってきて捕まえる。テイラーとカーリーもLAに来てジュリアを解放しようとするが、ジュリアはチャックの手下に拉致される。オードリーは倒れる。ヴィニエティはキルベインを詐欺にかけて得た金の半分を渡すようマリウスを脅す。マリウスとリジーはヒッキーから贋作の絵を7万5千ドルで買うためにテックスを詐欺にかけるが、テックスがチャックの出資金を使い込み破産寸前であることを知る。チャックはジュリアを人質にして100万ドルを払うようテックスを脅す。 |               |                                                                                            |                    |                  |               |
| 29 | 9             | "はがれた仮面" "The Mask Drop"                                                             | Liza Johnson       | Ed McCardie      | 2019年5月10日 |
| マリウスは100万ドルを盗み出すためにチャックの船に忍び込むが、チャックの側についたリジーに行動を読まれて捕まり痛めつけられ、キルベインから得る予定の400万ドルを渡すよう脅される。窮地に陥ったマリウスは、バーンハート一家に協力を求める。オットーとテイラーにキルベインのワインセラーからロマネ・コンティを盗ませ、ダグに売って7万5千ドルを作りヒッキーの贋作を手に入れる。マリウスはテックスの家でライラの住所を知るが、そこにはライラに成りすましていたマギーがいる。マギーはチャックの元の名を教えて再び姿を消す。 |               |                                                                                            |                    |                  |               |
| 30 | 10            | "ダイヤモンド" "The Brooklyn Potash"                                                       | ローラ・イネス     | Ed McCardie      | 2019年5月10日 |
| マリウス、バーンハート家、ダグ、ヒッキーが加わって、フェルメールの絵とサビネックの両方を手に入れようとするキルベインを詐欺にかける。本物の絵を渡し400万ドルのダイヤモンドを手に入れるが、サビネックに化けたオットーは逃げ、絵はすり替え、本物の絵はヒッキーがヴィニエティに渡す。ダイヤモンドをもってジュリアを取り戻しにチャックのアジトに行くと、リジーがジュリアを連れだして逃げている。チャックの元の名を知ったオードリーとカーリーは警察をアジトに呼ぶ。マリウスはダイヤモンドをリジーに渡し、木箱に入って海に落ちたジュリアを命を懸けて救う。ダグはキルベインのワインセラーからすべてのワインを盗み出している。本物のフェルメールの絵は、ヴィニエティが盗み出された美術館に返却する。マリウスはくすねたダイヤモンドをジュリアに渡す。 |               |                                                                                            |                    |                  |               |

## 参照
1. ↑  “Bryan Cranston's 'Sneaky Pete' Gets Series Order at Amazon”. Variety. 2015年9月27日閲覧。
2. ↑  Andreeva, Nellie (2016年3月7日). “‘Sneaky Pete’ Amazon Series: Graham Yost Named New Showrunner” (英語). Deadline. 2016年12月16日閲覧。
3. ↑  “‘Sneaky Pete’ Sets January Premiere Date On Amazon”. Deadline (2016年12月15日). 2017年12月6日閲覧。
4. ↑  Andreeva, Nellie (2017年1月19日). “‘Sneaky Pete’: Bryan Cranston Drama Series Renewed For Season 2 By Amazon”.   Deadline. 2017年1月20日閲覧。
5. ↑  “‘Sneaky Pete’ Unveils Season 2 Trailer & Premiere Date On Amazon”. Deadline (2018年1月25日). 2018年1月25日閲覧。
6. ↑  Petski, Denise (2018年7月28日). “‘Sneaky Pete’ Renewed By Amazon For Season 3 – TCA”.   Deadline. 2018年7月29日閲覧。
7. ↑  Goldberg, Lesley (2019年6月4日). “'Sneaky Pete' Canceled at Amazon”. The Hollywood Reporter. 2019年6月4日閲覧。